# Campionato africano femminile di pallavolo 1995
Il VII campionato africano femminile di pallavolo si è svolto nel 1995. Al torneo hanno partecipato 6 squadre nazionali africane la vittoria finale è andata per la terza volta consecutiva al Kenya.

## Squadre partecipanti
| - Angola - Kenya - Mauritius | - Nigeria - Tunisia - Zambia |

## Classifica finale
| Classifica | Squadre   |
| ---------- | --------- |
|            | Kenya     |
|            | Nigeria   |
|            | Tunisia   |
| 4          | Angola    |
| 5          | Mauritius |
| 6          | Zambia    |